# Andi Osho
Andi Osho, född 27 january 1973 i Plaistow, London, är en nigeriansk-brittisk skådespelare.
Osho har bland annat medverkat i TV-serierna Curfew från 2019 och Älska igen från 2023. Hon har även medverkat i filmen Lights Out från 2016.

## Filmografi (i urval)
- 2016 – Lights Out
- 2019 – Curfew (TV-serie)
- 2023 – Älska igen (TV-serie)
- 2023 – Blue Lights (TV-serie)